# Altsüdarabische Sprachen
Die altsüdarabischen Sprachen (veraltet Himjarische Sprache, auch Sayhadisch) sind eine Gruppe ausgestorbener Sprachen, die vom 9. Jahrhundert v. Chr. bis zum 6. Jahrhundert n. Chr. im Süden der arabischen Halbinsel, vor allem im Jemen, überliefert sind. Sie gehören zu den semitischen Sprachen. Das Altsüdarabische wurde im frühen 7. Jahrhundert offenbar mit der Einführung des Islams im Jahre 630 vom Arabischen verdrängt; die letzte datierte Inschrift stammt aber schon aus dem Jahr 669 der himjarischen Ära (etwa 554 n. Chr.). Es ist möglich, dass das Altsüdarabische als gesprochene Sprache schon im 4. Jahrhundert n. Chr. ausstarb. Das Altsüdarabische ist kein Vorgänger der neusüdarabischen Sprachen.

## Sprachverwandtschaft
Das Altsüdarabische gehört ebenso wie etwa das Klassisch-Arabische und Hebräische zu den semitischen Sprachen, einem Zweig der afroasiatischen Sprachfamilie. Da die interne Klassifikation der semitischen Sprachen nicht gesichert ist, gibt es auch verschiedene Ansichten dazu, wie das Altsüdarabische innerhalb dieser Sprachfamilie einzuordnen ist. Das traditionelle Modell rechnet das Altsüdarabische zusammen mit dem Arabischen, den neusüdarabischen Sprachen und den äthiosemitischen Sprachen zum südsemitischen Zweig. Die neusüdarabischen Sprachen stehen trotz des Namens nicht in direkter Nachfolge des Altsüdarabischen. Lange ging man davon aus, das Altäthiopische sei direkt aus dem Altsüdarabischen entstanden, diese Ansicht ist aber mittlerweile widerlegt. Neuere Forschungsergebnisse legen indes nahe, dass das Altsüdarabische nicht zu den südsemitischen Sprachen zu zählen ist, sondern zusammen mit dem Arabischen und den nordwestsemitischen Sprachen (unter anderem Hebräisch, Aramäisch) den zentralsemitischen Zweig bildet. Das deutlichste Merkmal, das das Altsüdarabische von den anderen semitischen Sprachen abgrenzt, ist das determinierende Suffix n, das sich in dieser Verwendung in keiner anderen semitischen Sprache findet.

## Sprachen

Die südarabischen Reiche und Sprachen um 100 v. Chr.

Das Altsüdarabische umfasste mehrere Sprachen; die folgenden sind schriftlich überliefert (die Jahreszahlen richten sich nach der „Langen Chronologie“, vgl. Altes Südarabien):
- Sabäisch: Sprache des Reiches Saba und des späteren Himyar; auch belegt im nordostafrikanischen Reich Da’amot[4]; sehr gut belegt, etwa 6000 Inschriften
  - Altsabäisch: 8. bis 2. Jahrhundert v. Chr.
  - Mittelsabäisch: 1. Jahrhundert v. Chr. bis 4. Jahrhundert n. Chr. (am stärksten belegt)[5]
    - Amiritisch/Haramisch: Sprache der Gebiete nördlich von Ma’in[6]
    - Zentralsabäisch: Sprache der Inschriften aus dem sabäischen Kernland
    - Südsabäisch: Sprache der Inschriften aus Radman und Himyar
    - Pseudo-Sabäisch: Schriftsprache arabischer Gruppen in Nadschran, Haram und Qaryat al-Faw

  - Spätsabäisch: 5. und 6. Jahrhundert n. Chr.
- Minäisch (auch Madhabisch): Sprache der Stadtstaaten im Dschauf – außer Haram – bzw. des späteren Flächenstaates Ma'in (belegt vom 8. bis 2. Jahrhundert v. Chr.) Inschriften auch außerhalb von Ma’in in den Handelskolonien Dadan und Mada’in Salih, in Ägypten und auch Delos (ca. 500 Inschriften).
- Qatabanisch: Sprache des Reiches Qataban, belegt vom 5. Jahrhundert v. Chr. bis zum 2. Jahrhundert n. Chr. (knapp 2000 Inschriften)
  - Ausanisch: Sprache des Reiches Ausan, sehr schwach belegt (ca. 25 Inschriften, 8. Jahrhundert v. Chr. sowie 1. Jahrhundert v. Chr. bis 1. Jahrhundert n. Chr.). Unterscheidet sich nicht erkennbar vom Qatabanischen.
  - Andere Varietäten, wie die Sprache des Stammes Radman
- Hadramitisch (hadramautisch): Sprache von Hadramaut, zusätzlich eine Inschrift von der griechischen Insel Delos. 5. Jahrhundert v. Chr. bis 4. Jahrhundert n. Chr. (etwa 1000 Inschriften)

Von diesen Sprachen ist das Sabäische eine sog. h-Sprache, die anderen s-Sprachen, da das Sabäische im Pronomen der 3. Person und im Kausativpräfix ein h zeigt, wo die anderen Sprachen ein s1 zeigen.
Nicht alle Sprachen des vorislamischen Südarabien gehörten zum Altsüdarabischen. Mehrere unverständliche Inschriften aus Saba scheinen in einer mit dem Altsüdarabischen verwandten Sprache geschrieben zu sein, für die eine Endung -k typisch war. Auch die eigentliche Sprache der Himyaren, die vor der Islamisierung sabäisch schrieben, scheint nicht altsüdarabisch gewesen zu sein. Arabische Autoren aus der Zeit nach der Islamisierung, als das Altsüdarabische selbst wohl schon ausgestorben war, beschreiben einige ihrer Eigenschaften, die sowohl vom Altsüdarabischen als auch von anderen bekannten semitischen Sprachen deutlich abweichen.

## Überlieferung

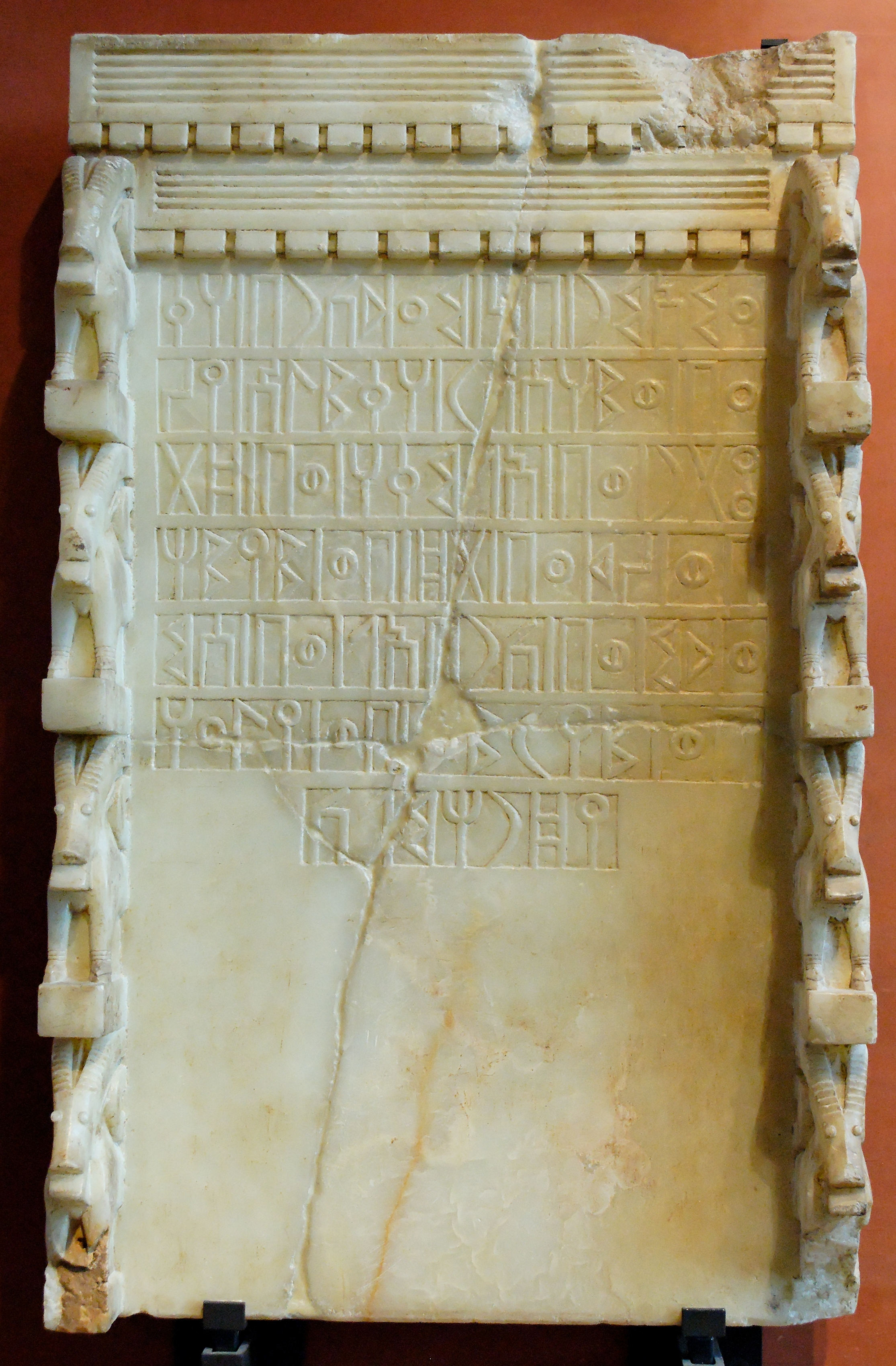
Sabäische Weiheinschrift an Almaqah

Das Altsüdarabische wurde mit der altsüdarabischen Schrift, einem vom phönizischen Alphabet abstammenden Konsonantenalphabet, geschrieben. Die Anzahl der erhaltenen Inschriften ist verglichen mit anderen Teilen der antiken Welt, beispielsweise Palästina, sehr hoch, angeblich sind 10.000 Inschriften erhalten; der sabäische Wortschatz umfasst ungefähr 2500 Wörter. Die Inschriften lassen sich nach Schreibmaterial und Inhalt in folgende Gruppen einteilen:
1. Steininschriften
  1. Votivinschriften, enthalten oft auch historische Berichte über Ereignisse, die zu einer Widmung führten.
  2. Bauinschriften: nennen Name des Bauherrn und unter Umständen auch historische Umstände
  3. Gesetze und Verordnungen
  4. Protokolle und Urkunden
  5. Sühne- und Bußinschriften
  6. Felsgraffiti
2. literarische Texte: Falls solche Texte jemals in größerer Zahl vorhanden waren, sind sie fast vollständig verloren
3. Inschriften auf Holzstäbchen und Palmblattrippen (nur sabäisch und hadramitisch)[8]
  1. private Texte
  2. Verträge und Anordnungen
4. Inschriften auf Gebrauchsgegenständen

Für die Steininschriften ist eine sehr formelhafte, aber auch präzise Ausdrucksweise kennzeichnend; die in einer kursiven Form der Schrift niedergeschriebenen Holzinschriften dagegen haben einen weniger formelhaften Stil.

## Forschungsgeschichte und Didaktik

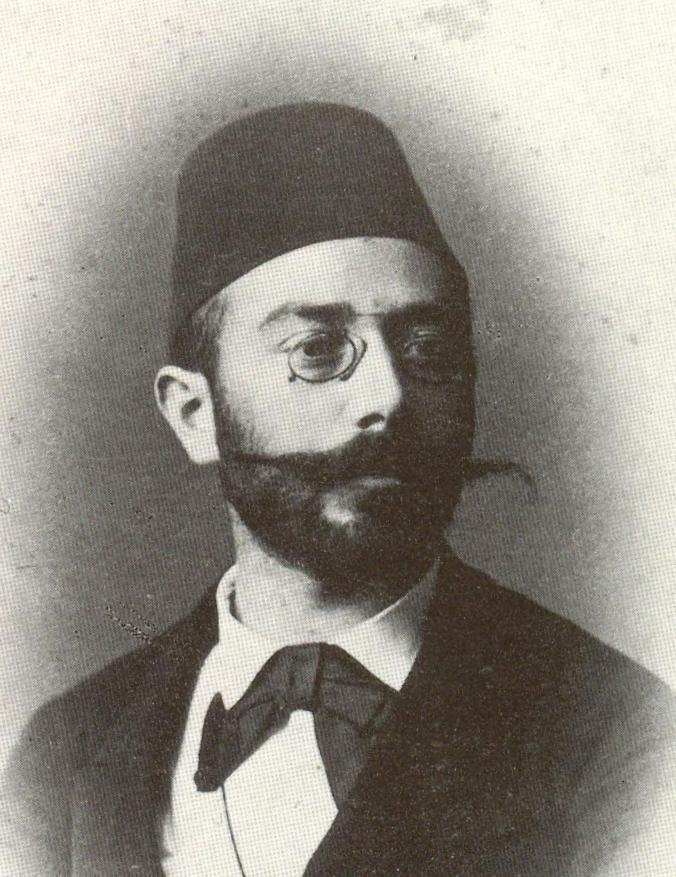
Eduard Glaser (1855–1908)

Zwar waren in Europa schon seit dem 18. Jahrhundert Inschriften aus dem alten Südarabien bekannt, doch gelang erst Wilhelm Gesenius (1786–1842) und seinem Schüler Emil Rödiger in den Jahren 1841/42 unabhängig voneinander ein großer Teil der Entzifferung der altsüdarabischen Schrift. In der zweiten Hälfte des 19. Jahrhunderts brachten dann Joseph Halévy und Eduard Glaser hunderte altsüdarabische Inschriften, Papierabdrücke und Kopien nach Europa. Auf Basis dieses großen Materials legte Fritz Hommel bereits 1893 eine Chrestomathie und den Versuch einer Grammatik vor. Nach ihm gelangen insbesondere dem Sabäisten Nikolaus Rhodokanakis weitere wesentliche Fortschritte beim Verständnis des Altsüdarabischen. Ein völlig neuer Bereich altsüdarabischer Schrift und Schriftlichkeit eröffnete sich seit den 1970er Jahren durch den Fund von mit einem Stift und in sabäischer Sprache beschriebenen Holzstäbchen. Die unbekannte Schrift und zahlreiche unverständliche Wörter stellten die Sabäistik vor neue Probleme, und bis heute sind die Holzstäbchen nicht vollständig verständlich.
Im deutschsprachigen Raum wird Altsüdarabisch im Rahmen der Semitistik unterrichtet, ohne dass es dafür eigene Lehrstühle gibt. Das Erlernen des Altsüdarabischen setzt Kenntnisse wenigstens einer anderen semitischen Sprache voraus, da das Erlernen der Eigenheiten des Semitischen eine weniger fragmentarisch erhaltene Sprache erfordert. Gewöhnlich wird eine Einführung in die Grammatik des Altsüdarabischen gegeben, daran schließt sich die Lektüre einiger längerer Texte an.

## Lautsystem
Das Altsüdarabische besaß mit 29 konsonantischen Phonemen das reichste Konsonantensystem des Semitischen (nach Nebes/Stein 2004; die Buchstaben in Klammern geben die Transkription):
| Plosive            | stl.          |      |       |        | t ()       | tʼ (ṭ) |            |        | k ()  | kʼ (q) |       | ʔ ( ʾ) |
| Plosive            | sth.          | b () |       |        | d ()       |        |            |        | g ()  |        |       |        |
| Frikative          | stl.          | f () | θ (ṯ) | θʼ (ẓ) | s (s3 / ś) | sʼ (ṣ) | ʃ (s1 / s) |        | x (ḫ) |        | ħ (ḥ) | h ()   |
| Frikative          | sth.          |      | ð (ḏ) |        | z ()       |        |            |        | ɣ (ġ) |        | ʕ (ʿ) |        |
| Nasale             | Nasale        | m () |       |        | n ()       |        |            |        |       |        |       |        |
| Laterale           | Laterale      |      |       |        | l ()       |        |            |        |       |        |       |        |
| Vibranten          | Vibranten     |      |       |        | r ()       |        |            |        |       |        |       |        |
| Approximanten      | Approximanten | w () |       |        |            |        |            | j ( y) |       |        |       |        |
| laterale Frikative | stl.          |      |       |        | ɬ (s2 / š) | ɬʼ (ḍ) |            |        |       |        |       |        |

In der Frühzeit der Sabäistik wurde das Altsüdarabische mit dem hebräischen Alphabet umschrieben. Strittig ist die Transkription der alveolaren bzw. postalveolaren Frikative; nach großen Unsicherheiten in der Frühzeit der Sabäistik setzte sich die von dem Corpus Inscriptionum Semiticarum, Nikolaus Rhodokanakis und Anderen gewählte Transkription durch, bis A. F. L. Beeston stattdessen die Bezeichnung durch s plus Index 1-3 vorschlug. Letztere Bezeichnung hat sich hauptsächlich im englischen Sprachraum durchgesetzt, während zum Beispiel im deutschen Sprachraum die älteren Transkriptionszeichen, die in der obigen Tabelle ebenfalls berücksichtigt wurden, weiterhin verbreitet sind.
Die Realisierung der emphatischen Konsonanten ḍ, ṣ, ṭ, ẓ als velarisiert oder ejektiv, sowie des emphatischen q als uvularer Plosiv oder velarer Ejektiv sind spekulativ. Ebenso die Bestimmung der Sibilanten s1/s, s2/š und s3/ś. Beim mündlichen Vortrag orientiert sich die Aussprache des Altsüdarabischen am klassischen Arabisch.
Im Laufe der Sprachgeschichte zeigten sich besonders im Hadramitischen einzelne Lautveränderungen, etwa den Wandel von ʿ nach ʾ, von ẓ nach ṣ, von ṯ nach s3 (vgl. Schreibungen wie tlmyṯ für „Ptolemaios“ (minäisch)). Im Spätsabäischen fielen s1 und s3 zu grafischem s1 zusammen. Wie in anderen semitischen Sprachen kann n an einen folgenden Konsonanten assimiliert werden, vergleiche ʾnfs1 „Seelen“ > ʾfs1.
Da die altsüdarabische Schrift Vokale nicht kennzeichnet, sind detaillierte Aussagen über die Vokale des Altsüdarabischen nicht möglich. Umschreibungen altsüdarabischer Namen vor allem im Griechischen legen indes nahe, dass das Altsüdarabische wie das Protosemitische und das Arabische die Vokale a, i und u besaß. So erscheint der Name krb-ʾl im Akkadischen als Karib-ʾil-u und im Griechischen als Chariba-el. Die Monophthongisierung von aw zu ō wird durch Varianten wie ywm und ym „Tag“ (vergleiche arabisch yawm), Ḥḍrmwt / Ḥḍrmt / griechisch Chatramot (arabisch Ḥaḍramawt) „Hadramaut“ nahegelegt. Da jedoch nur sehr wenige Wörter vokalisiert überliefert sind, sind in der Wissenschaft benutzte vokalisierte Formen altsüdarabischer Namen hypothetisch und teilweise willkürlich.

## Morphologie

### Personalpronomina
Wie in anderen semitischen Sprachen existierten im Altsüdarabischen Pronominalsuffixe und unabhängige bzw. absolute Pronomina; Letztere sind außerhalb des Sabäischen nur spärlich belegt. Die Personalpronomina lauten – soweit bekannt – im Einzelnen:
|          |                | Pronominalsuffixe | Pronominalsuffixe                                | Unabhängige Pronomina |
|          |                | Sabäisch          | Andere südarabische Sprachen                     | Sabäisch              |
| -------- | -------------- | ----------------- | ------------------------------------------------ | --------------------- |
| Singular | 1. Person      | -n                |                                                  | ʾn                    |
| Singular | 2. Person m.   | -k                | -k                                               | ʾnt; ʾt               |
| Singular | 2. Person f.   | -k                |                                                  |                       |
| Singular | 3. Person m.   | -hw, h            | -s1w(w), s1                                      | h(w)ʾ                 |
| Singular | 3. Person f.   | -h, hw            | -s1, -s1yw (qataban.), -ṯ(yw), -s3(yw) (hadram.) | hʾ                    |
| Dual     | 2. Person      | -kmy              | ʾtmy                                             |                       |
| Dual     | 3. Person com. | -hmy              | -s1mn (min.), -s1my (qataban.; hadram.)          | hmy                   |
| Dual     | 3. Person m.   |                   | -s1m(y)n (hadram.)                               |                       |
| Plural   | 1. Person      | -n                |                                                  |                       |
| Plural   | 2. Person m.   | -kmw              |                                                  | ʾntmw                 |
| Plural   | 2. Person f.   |                   |                                                  |                       |
| Plural   | 3. Person m.   | -hm(w)            | -s1m                                             | hmw                   |
| Plural   | 3. Person f.   | -hn               | -s1n                                             | hn                    |

Die Verwendung der Personalpronomen entspricht der anderer westsemitischer Sprachen. An Verben und Präpositionen angehängt dienen die Pronominalsuffixe als Objektspronomen: qtl-hmw „er tötete sie“, ḫmr-hmy tʾlb „Taʾlab schenkte ihnen beiden“, ʿm-s1mn „mit ihnen beiden“. An Substantive angehängt drücken sie meist ein Besitzverhältnis aus: ʿbd-hw „sein Diener“, bhn-s1w „seine Söhne“. Die absoluten Pronomina dienten als Subjekt von Nominal- und Verbalsätzen: mrʾ ʾt „du bist Herr“ (Nominalsatz); hmw f-ḥmdw „sie dankten“ (Verbalsatz).

### Substantiv

#### Kasus, Numerus, Genus
Die Substantive des Altsüdarabischen unterscheiden die beiden Genera Maskulinum und Femininum, Letzteres wird dabei im Singular meist mit der Endung –t gekennzeichnet: bʿl „Herr'“ (m.), bʿlt „Herrin“ (f.), hgr „Stadt“ (m.), fnwt „Kanal“ (f.). Es besitzt die drei Numeri Singular, Dual und Plural. Der Singular wird ohne Veränderung des Stammes gebildet, der Plural dagegen kann auf verschiedene Weisen, die bei ein und demselben Wort variieren können, gebildet werden:
- Innere („gebrochene“) Plurale: Sie sind wie im Arabischen sehr häufig.
  - ʾ-Präfix: ʾbyt „Häuser“ zu byt „Haus“
  - t-Suffix: besonders häufig bei Worten mit m-Präfix: mḥfdt „Türme“ zu mḥfd „Turm“.
  - Kombinationen: beispielsweise ʾ–Präfix und t-Suffix: ʾḫrft „Jahre“ zu ḫrf „Jahr“, ʾbytt „Häuser“ zu byt „Haus“.
  - ohne äußeres Bildungsmerkmal: fnw „Kanäle“ zu fnwt (f.) „Kanal“
  - w-/y-Infix: ḫrwf / ḫryf / ḫryft „Jahre“ zu ḫrf „Jahr“ vor.
  - Reduplikationsplurale sind im Altsüdarabischen selten belegt: ʾlʾlt „Götter“ zu ʾl „Gott“.
- Äußere („gesunde“) Plurale: Im Maskulinum ist ihre Endung je nach Status (siehe unten) unterschiedlich; im Femininum lautet die Endung -(h)t, was vermutlich *-āt wiedergibt: Minäisch ʾnṯ-ht „Frauen“ zu ʾnṯ-t „Frau“.

Der Dual ist im Altsüdarabischen schon in der Aufgabe begriffen; seine Endungen hängen vom Status ab: ḫrf-n „zwei Jahre“ (Status indeterminatus) zu ḫrf „Jahr“.
Das Altsüdarabische kannte mit Sicherheit eine Kasusflexion, die durch vokalische Endungen gebildet wurde, weshalb sie in der Schrift nicht erkennbar ist; jedoch haben sich Spuren in der Schreibung vor allem des Status constructus erhalten.

#### Status
Wie andere semitische Sprachen auch kennt das altsüdarabische Substantiv mehrere Status, die je nach Genus und Numerus durch unterschiedliche Endungen gebildet wurden. Dabei haben äußere Plurale und Duale eigene Statusendungen, während sich innere Plurale wie Singulare verhalten. Neben dem auch aus den anderen semitischen Sprachen bekannten Status constructus gibt es auch den Status indeterminatus und den Status determinatus, deren Funktionen unten erläutert werden. Im Einzelnen gibt es folgende Statusendungen (Formen des Sabäischen; im Hadramitischen und Minäischen findet sich in bestimmten Formen vor den Endungen ein h):
|            |                | Stat. constr. | Stat. indet. | Stat. det. |
| ---------- | -------------- | ------------- | ------------ | ---------- |
| Maskulinum | Singular       | -∅            | -m           | -n         |
| Maskulinum | Dual           | -∅ / -y       | -n           | -nhn       |
| Maskulinum | Äußerer Plural | -w / -y       | -n           | -nhn       |
| Femininum  | Singular       | -t            | -tm          | -tn        |
| Femininum  | Dual           | -ty           | -tn          | -tnhn      |
| Femininum  | Äußerer Plural | -t            | -tm          | -tn        |

Die drei Status haben unterschiedliche syntaktische und semantische Funktionen:
- Status indeterminatus: er markiert das unbestimmte Substantiv: ṣlm-m „(irgend)eine Statue“.
- Status determinatus: er markiert das determinierte Substantiv: ṣlm-n „die Statue“, (hadramitisch) bḥr-hn „das Meer“.
- Status constructus: er tritt ein, wenn das Substantiv mit einem Genitiv, einem Personalsuffix oder – anders als in anderen semitischen Sprachen – einem Relativsatz verbunden ist:
  - Mit Pronominalsuffix: (sabäisch) ʿbd-hw „sein Diener“, (qatabanisch) bn-s1ww „seine Söhne“
  - Mit nominalem Genitiv: (hadramitisch) gnʾhy myfʾt „die beiden Mauern von Maifa’at“, mlky s1bʾ „die beiden Könige von Saba“
  - Mit Relativsatz: kl 1 s1bʾt 2 w-ḍbyʾ 3 w-tqdmt 4 s1bʾy5 w-ḍbʾ6 tqdmn7 mrʾy-hmw8 „alle1 Expeditionen2, Schlachten3 und Angriffe4, die ihre zwei Herren8 leiteten5, schlugen6 und anführten7“ (die Substantive im Status constructus sind hier kursiv markiert)

### Verb

#### Konjugation
Wie die anderen westsemitischen Sprachen auch unterscheidet das Altsüdarabische zwei Arten von finiten Verbformen: Das mit Suffixen konjugierte Perfekt und das mit Präfixen konjugierte Imperfekt. Beim Imperfekt lassen sich zwei Formen unterschieden: eine Kurzform und eine durch n-Suffix gebildete Form (Langform bzw. n-Imperfekt), die allerdings im Qatabanischen und Hadramitischen fehlt. In der Verwendung lassen sich die beiden Imperfektformen nicht exakt trennen. Die Konjugation von Perfekt und Imperfekt lässt sich folgendermaßen zusammenfassen (Aktiv und Passiv lassen sich in der konsonantischen Schreibung nicht unterscheiden; Beispielverb fʿl „machen“):
|          |          | Perfekt          | Imperfekt  | Imperfekt   |
| -------- | -------- | ---------------- | ---------- | ----------- |
| Kurzform | Langform | Perfekt          |            |             |
| Singular | 1. P.    | fʿl-k (?)        |            |             |
| Singular | 2. P. m. | fʿl-k            |            |             |
| Singular | 2. P. f. | fʿl-k            | t-fʿl      | t-fʿl-n     |
| Singular | 3. P. m. | fʿl              | y-fʿl      | y-fʿl-n     |
| Singular | 3. P. f. | fʿl-t            | t-fʿl      | t-fʿl-n     |
| Dual     | 3. P. m. | fʿl(-y)          | y-fʿl-y    | y-fʿl-nn    |
| Dual     | 3. P. f. | fʿl-ty           | t-fʿl-y    | t-fʿl-nn    |
| Plural   | 2. P. m. | fʿl-kmw          |            | t-fʿl-nn    |
| Plural   | 3. P. m. | fʿl-w            | y-fʿl-w    | y-fʿl-nn    |
| Plural   | 3. P. f. | fʿl-y, fʿl-n (?) | t-fʿl-n(?) | t-fʿl-nn(?) |

Das Perfekt wird hauptsächlich zur Bezeichnung einer vergangenen Handlung benutzt, nur vor Konditionalsätzen und in Relativsätzen mit konditionalem Nebensinn bezeichnet es wie im Arabischen eine gegenwärtige Handlung. Beispiel:  w-s3ḫly Hlkʾmr w-ḥmʿṯt „Und Hlkʾmr und ḥmʿṯt haben sich schuldig bekannt (Dual)“.
Das Imperfekt bezeichnet gewöhnlich die Gleichzeitigkeit zu einem vorher genannten Ereignis oder einfach die Gegenwart oder Zukunft. Es lassen sich vier durch Präfixe gebildete Modi unterscheiden:
1. Indikativ: er hat in den meisten Sprachen kein besonderes Merkmal, nur im Qatabanischen und selten im Minäischen wird er durch ein Präfix b gebildet: b-y-s2ṭ „er handelt“ (qatabanisch). Mit perfektischer Bedeutung: w-y-qr zydʾl b-wrḫh ḥtḥr „Und Zaid’il starb im Monat Hathor“ (minäisch).
2. Präkativ: er wird mit l- gebildet und drückt Wünsche aus: w-l-y-ḫmrn-hw ʾlmqhw „Almaqahu möge ihm gewähren“.
3. Jussiv: er wird ebenfalls mit l- gebildet und steht für indirekte Befehle: l-yʾt „so soll es kommen“ (Sabäisch).
4. Vetitiv: er wird mit der Negation ʾl gebildet. Er dient zum Ausdruck negativer Befehle: w-ʾl y-hwfd ʿlbm „Und keine ʿilb-Bäume dürfen hier gepflanzt werden“.

#### Abgeleitete Stämme
Von Verben lassen sich durch Veränderung der konsonantischen Wurzel verschiedene abgeleitete Stämme bilden, die mit diesem hinsichtlich ihrer Bedeutung in Bezug stehen. Im Altsüdarabischen sind sechs solcher Stämme belegt. Beispiele:
- qny „bekommen“ > hqny (sabäisch) / s1qny (andere Sprachen) „opfern, spenden“
- qwm „anordnen“ > hqm (sabäisch) / s1qm (andere Sprachen) „anordnen“, tqdm „kämpfen“

## Syntax

### Satzstellung
Die Satzstellung des Altsüdarabischen ist nicht einheitlich. Der erste Satz einer Inschrift hat immer die Satzstellung (Partikel – ) Subjekt – Prädikat (SV), die anderen Hauptsätze einer Inschrift werden durch w- „und“ eingeleitet und haben – wie die Nebensätze – gewöhnlich die Stellung Prädikat – Subjekt (VS). Das Prädikat kann dabei durch f- eingeleitet werden.
Beispiele:
| s1ʿdʾl w-rʾbʾl                                                                      | s3lʾ                                         | w-sqny                                       | ʿṯtr              | kl              | ġwṯ             |
| S1ʿdʾl und Rʾbʾl                                                                    | haben dargebracht (3. Person Plural Perfekt) | und haben geweiht (3. Person Plural Perfekt) | ʿAthtar           | ganz            | Ausbesserung    |
| Subjekt                                                                             | Prädikat                                     | Prädikat                                     | Indirektes Objekt | Direktes Objekt | Direktes Objekt |
| „S1ʿdʾl und Rʾbʾl haben dem ʿAthtar die ganze Ausbesserung dargebracht und geweiht“ |                                              |                                              |                   |                 |                 |

| w-ʾws1ʾl                              | f-ḥmd                                 | mqm                   | ʾlmqh   |
| und Awsil                             | und er dankte (3. Person Sg. Perfekt) | Macht (Stat. constr.) | Almaqah |
| „und“ – Subjekt                       | „und“ – Prädikat                      | Objekt                | Objekt  |
| „Und Awsil dankte der Macht Almaqahs“ |                                       |                       |         |

Neben Sätzen mit verbalem Prädikat kennt das Altsüdarabische wie die anderen semitischen Sprachen Nominalsätze, deren Prädikat ein Substantiv, Adjektiv oder eine Präpositionalphrase sein kann; das Subjekt steht meistens voran:
| w-ḏn-m                                 | wtfn                         | mṣdqm                  |
| Und dieser                             | Übergabeurkunde (Stat. det.) | bindend (Stat. indet.) |
| „und“-Attribut                         | Subjekt                      | Prädikat               |
| Und diese Übergabeurkunde ist bindend. |                              |                        |

### Nebensätze
Das Altsüdarabische verfügt über vielfältige Mittel zur Bildung von Nebensätzen durch unterschiedliche Konjunktionen:
| Hauptsatz                                                                                               | Nebensatz                       | Nebensatz | Nebensatz     | Nebensatz   | Nebensatz           | Nebensatz |
| --- | ------------------------------- | --------- | ------------- | ----------- | ------------------- | --------- |
| w-y-s1mʿ-w                                                                                              | k-nblw                          | hmw       | ʾgrn          | b-ʿbr       | ʾḥzb ḥbs2t          |           |
| „und“-3. P. Pl. Imperfekt                                                                               | Konjunktion – 3. P. Pl. Perfekt | Attribut  | Subjekt       | Präposition | Präpositionalobjekt |           |
| Und sie hörten                                                                                          | dass sandten                    | diese     | Nadschraniten | zu          | abessinische Stämme |           |
| Und sie hörten, dass diese Nadschraniten (eine Delegation) zu den abessinischen Stämmen gesandt hatten. |                                 |           |               |             |                     |           |

| w-hmy                                         | hfnk                  | f-tʿlmn            | b-hmy            |
| „und“ – Konjunktion                           | 2. Person Sg. Perfekt | „dann“ – Imperativ | Pronominalphrase |
| Und wenn                                      | du sendetest          | und unterschreibe  | auf sie          |
| Und wenn du (sie) sendest, unterschreibe sie. |                       |                    |                  |

#### Relativsätze
Im Altsüdarabischen können Relativsätze durch Relativisierer wie ḏ-, ʾl, mn- markiert werden; bei freien Relativsätzen ist die Markierung obligatorisch. Im Gegensatz zu vielen anderen semitischen Sprachen finden sich resumptive Pronomina im Altsüdarabischen nur selten.
| mn-mw                                         | ḏ-             | -y-s2ʾm-n                      | ʿbdm          | f-ʾw         | ʾmtm         |
| „wer“ – Enklitikum                            | Relativisierer | 3. Person Singular n-Imperfekt | Objekt        | „und – oder“ | Objekt       |
| Wer                                           | Wer            | kauft                          | einen Sklaven | oder         | eine Sklavin |
| Wer einen Sklaven oder eine Sklavin kauft […] |                |                                |               |              |              |

| Hauptsatz                                                              | Hauptsatz     | Relativsatz    | Relativsatz | Relativsatz         | Relativsatz |
| ---------------------------------------------------------------------- | ------------- | -------------- | ----------- | ------------------- | ----------- |
| ḏn                                                                     | mḥfdn yḥḏr    | ḏm             | b-s2hd      | gnʾ                 | hgr-sm      |
| Demonstrativpronomen                                                   | Subjekt       | Relativisierer | Präposition | Präpositionalobjekt | Possessor   |
| dieser                                                                 | der Turm yḥḏr | welcher        | gegenüber   | Mauer               | ihre Stadt  |
| dieser Turm yḥḏr, der gegenüber der Mauer ihrer Stadt (sich befindet). |               |                |             |                     |             |

| ʾl-n                                                                           | ḏ-             | -l-         | -hw                | smyn w-ʾrḍn     |
| Gott – Nunation                                                                | Relativisierer | Präposition | Objekt (resumptiv) | Subjekt         |
| der Gott                                                                       | welcher        | für         | ihm                | Himmel und Erde |
| der Gott, für den Himmel und Erde sind = der Gott, dem Himmel und Erde gehören |                |             |                    |                 |

## Wortschatz
Der Wortschatz des Altsüdarabischen ist aufgrund der Verschiedenartigkeit der Inschriftengattungen verhältnismäßig vielfältig, steht jedoch im Bereich des Semitischen recht isoliert, was seine Erschließung erschwert. Selbst anhand der nahe verwandten Sprachen wie dem Altäthiopischen und dem klassischen Arabischen lässt sich nur ein Teil des altsüdarabischen Wortschatzes erschließen, ein nicht geringer Teil muss aus dem Textkontext erschlossen werden, und einige Wörter bleiben unverständlich. Hingegen finden sich viele Wörter aus der Landwirtschaft und der Bewässerungstechnik in Werken jemenitischer Gelehrter aus dem Mittelalter und teilweise auch in den modernen jemenitischen Dialekten wieder. Fremde Lehnwörter sind im Altsüdarabischen rar, lediglich griechische und aramäische Worte fanden in der rahmanistischen, christlichen und jüdischen Periode (5. bis 7. Jahrhundert n. Chr.) Eingang in südarabische Inschriften, wie zum Beispiel qls1-n aus griechisch ἐκκλησία „Kirche“, das sich im arabischen al-Qillīs als Bezeichnung der von Abraha errichteten Kirche in Sanaa erhalten hat.

### Überblick und Kurzdarstellungen
- Mounir Arbach: Le madhabien: lexique, onomastique et grammaire d’une langue de l’Arabie méridionale préislamique. 3 Bände, Aix-en-Provence 1993 (umfasst ein Lexikon, eine Grammatik und eine Liste der Eigennamen des Minäischen).
- Leonid Kogan, Andrey Korotayev: Sayhadic Languages (Epigraphic South Arabian). In: Robert Hetzron (Hrsg.): Semitic Languages. Routledge, London 1997, ISBN 0-415-05767-1, S. 157–183.
- Norbert Nebes, Peter Stein: Ancient South Arabian. In: Roger D. Woodard (Hrsg.): The Ancient Languages of Syria-Palestine and Arabia. Cambridge University Press, Cambridge 2008, ISBN 978-0-521-68498-9, S. 145–178
- Peter Stein: Ancient South Arabian. In: Stefan Weninger (Hrsg.): The Semitic Languages: An International Handbook (= Handbücher zur Sprach- und Kommunikationswissenschaft. Band 36). De Gruyter Mouton, Berlin 2011, ISBN 978-3-11-025158-6, S. 1042–1073.

### Grammatiken
- Peter Stein: Lehrbuch der Sabäischen Sprache (= Subsidia et Instrumenta Linguarum Orientis. Band 4). 2 Bände, Harrassowitz, Wiesbaden 2012/2013, ISBN 978-3-447-10026-7.
- Alfred Beeston: Sabaic Grammar (= Journal of Semitic studies. Monographie 6). University of Manchester, Manchester 1984, ISBN 0-9507885-2-X.
- Maria Höfner: Altsüdarabische Grammatik (= Porta linguarum Orientalium. Band 24). Harrassowitz, Leipzig 1943.

### Wörterbücher
- Alfred Felix Landon Beeston, Mahmud al-Ghul, Walter W. Müller, Jacques Ryckmans: Sabaic Dictionary / Dictionnaire sabéen / al-Muʿdscham as-Sabaʾī. (Englisch-Französisch-Arabisch) Louvain-la-Neuve 1982, ISBN 2-8017-0194-7.
- Joan Copeland Biella: Dictionary of Old South Arabic. Sabaean dialect. Eisenbrauns, 1982, ISBN 1-57506-919-9.
- S.D. Ricks: Lexicon of Inscriptional Qatabanian (Studia Pohl 14), Pontifical Biblical Institute, Rom 1989.
- Sabäisches Wörterbuch (Website der Universität Jena, siehe unter „Weblinks“).

### Texte
- Alessandra Avanzini: Corpus of South Arabian Inscriptions I–III. Qatabanic, Marginal Qatabanic, Awsanite Inscriptions (= Arabia Antica. Band 2). Ed. PLUS, Pisa 2004, ISBN 88-8492-263-1.
- Barbara Jändl: Altsüdarabische Inschriften auf Metall (= Epigraphische Forschungen auf der Arabischen Halbinsel. Band 4). Wasmuth, Tübingen/Berlin 2009, ISBN 978-3-8030-2201-1.
- Johannes Heinrich Mordtmann: Beiträge zur minäischen Epigraphik. Mit 22 in den Text gedruckten Facsimiles. Felber, Weimar 1897 (Digitalisat).
- Johannes Heinrich Mordtmann, Eugen Mittwoch: Sabäische Inschriften (= Rathjens-von Wissmannsche Südarabien-Reise. Band 1; = Abhandlungen aus dem Gebiet der Auslandskunde. Reihe B, Band 17). Friederichsen, de Gruyter & Co., Hamburg 1931.
- Johannes Heinrich Mordtmann, Eugen Mittwoch: Altsüdarabische Inschriften. In: Orientalia. Heft 1–3, 1932, und Heft 1, 1933.
- Anne Multhoff: Die sabäischen Inschriften aus Marib. Katalog, Übersetzung und Kommentar (= Epigraphische Forschungen auf der Arabischen Halbinsel. Band 9). Verlag Marie Leidorf, Rahden (Westfalen) 2021, ISBN 978-3-86757-130-2.

Inschriften auf Holz
- Abraham J. Drewes, Jacques Ryckmans: Les inscriptions sudarabes sur bois dans la collection de l’Oosters Instituut conservée dans la bibliothèque universitaire de Leiden. Texte révisé et adapté par Peter Stein. Edité par Peter Stein et Harry Stroomer. Harrassowitz, Wiesbaden 2016, ISBN 3-447-10589-5.
- Mohammed Maraqten: Altsüdarabische Texte auf Holzstäbchen. Epigraphische und kulturhistorische Untersuchungen (= Beiruter Texte und Studien. Band 103). Ergon-Verlag, Würzburg 2014, ISBN 978-3-95650-034-3.
- Jacques Ryckmans, Walter W. Müller, Yusuf M. Abdallah: Textes du Yémen antique inscrits sur bois (= Publications de l’Institut Orientaliste de Louvain. Band 43). Institut Orientaliste, Louvain 1994, ISBN 2-87723-104-6.
- Peter Stein: Die altsüdarabischen Minuskelinschriften auf Holzstäbchen aus der Bayerischen Staatsbibliothek in München 1: Die Inschriften der mittel- und spätsabäischen Periode (= Epigraphische Forschungen auf der Arabischen Halbinsel. Band 5). 2 Teilbände, Wasmuth, Tübingen/Berlin 2010, ISBN 978-3-8030-2200-4.
- Peter Stein: Die altsüdarabischen Minuskelinschriften auf Holzstäbchen aus der Bayerischen Staatsbibliothek in München 2: Die altsabäischen und minäischen Inschriften (= Epigraphische Forschungen auf der Arabischen Halbinsel. Band 10). Reichert, Wiesbaden 2023, ISBN 978-3-7520-0704-6.